# Chiesa di Sant'Andrea (Antey-Saint-André)
La chiesa di Sant'Andrea è la chiesa parrocchiale di Antey-Saint-André in Valle d'Aosta.

## Storia
La costruzione della chiesa risale alla metà del XV secolo. Nel 1547 si aggiunsero due cappelle. Il campanile, isolato, venne eretto con tutta probabilità verso il 1555 sui resti di un'antica casaforte medievale. Nel corso del XIX secolo la chiesa venne profondamente rimaneggiata, vedendo ad esempio l'aggiunta delle due navate laterali nel 1869.

## Descrizione

### Interni
La chiesa possiede una pianta a tre navate e un'abside semicircolare. La tribuna dell'organo, risalente al XIX secolo, è realizzata con pannelli in noce lavorati a intaglio e raffiguranti strumenti musicali e foglie.

### Esterni
Sulla facciata principale, affiancata agli angoli da due contrafforti in pietra, si apre il pregevole portale di ingresso in pietra lavorata, risalente al periodo tardogotico. Il campanile, che sorge isolato di fronte all'ingresso, presenta una pianta quadrata di 6 metri di lato. La muratura della torre lascia intravedere due fasi costruttive, la prima delle quali è costituita da pietre squadrate, anche di grandi dimensioni, e corrisponderebbe quindi ai resti dell'antica casaforte medievale. La seconda, che comincia indicativamente dalla base dell'orologio posto sulla facciata, è invece quella realizzata nel 1555. Il campanile, sormontato da una cuspide ottagonale, ospita le campane, visibili dall'esterno tramite delle bifore sovrastate da un arco presenti su tutte e quattro le facciate della torre. Sul prospetto rivolto a mezzogiorno si trova un'apertura posizionata a qualche metro di altezza e raggiungibile mediante una scala in pietra, corrispondente all'ingresso originario della casaforte.

## Galleria d'immagini

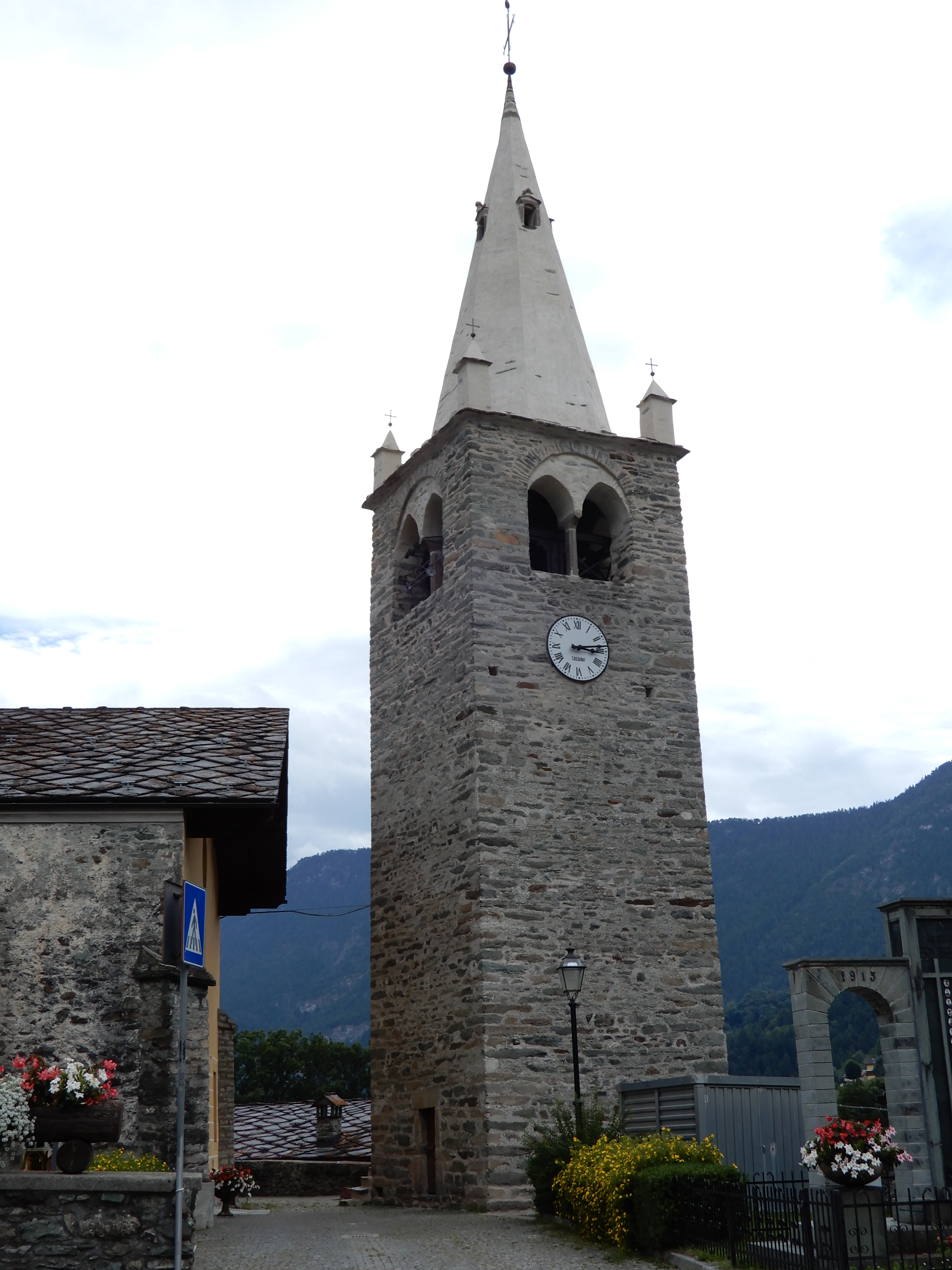
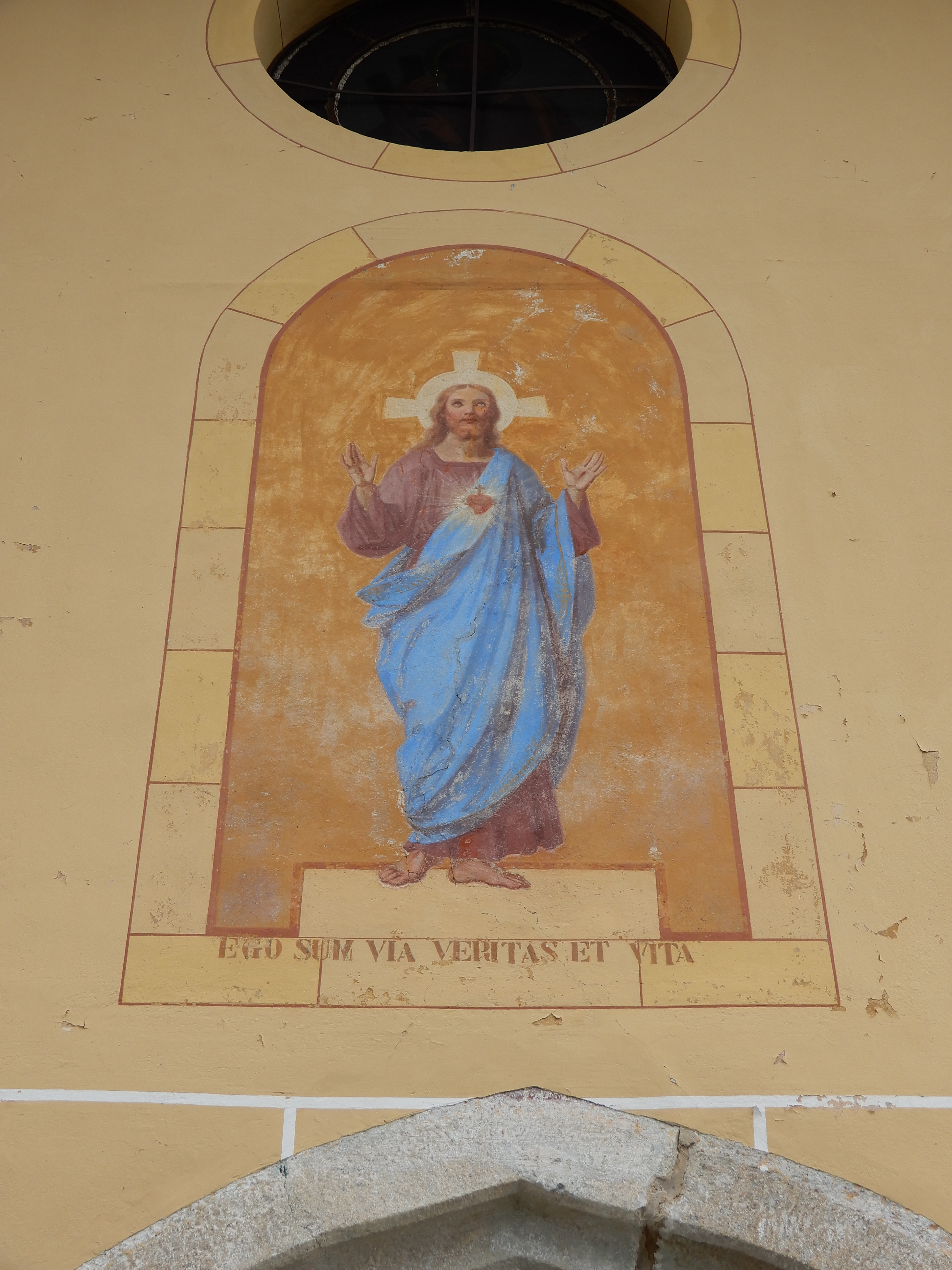
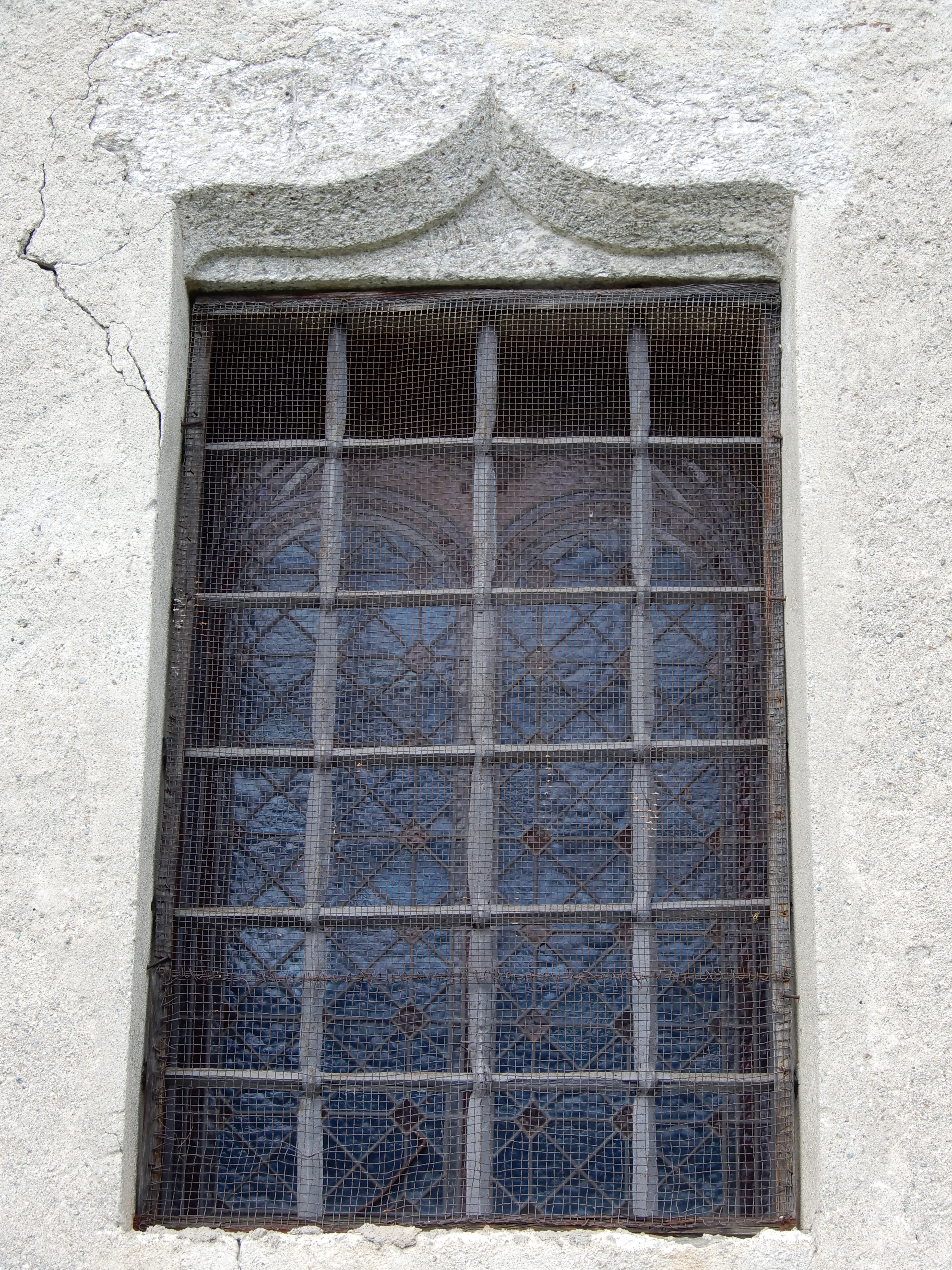